# Ornithidium conduplicatum
Ornithidium conduplicatum är en orkidéart som beskrevs av Oakes Ames och Charles Schweinfurth. Ornithidium conduplicatum ingår i släktet Ornithidium och familjen orkidéer. Inga underarter finns listade i Catalogue of Life.